# Hadimus
Hadimus is een kevergeslacht uit de familie van de boktorren (Cerambycidae). De wetenschappelijke naam van het geslacht werd voor het eerst geldig gepubliceerd in 1889 door Fairmaire.

## Soorten
Hadimus is monotypisch en omvat slechts de volgende soort:
- Hadimus cartalloides Fairmaire, 1889